# Sphenopus divaricatus
Sphenopus divaricatus är en gräsart som först beskrevs av Antoine Gouan, och fick sitt nu gällande namn av Heinrich Gottlieb Ludwig Reichenbach. Sphenopus divaricatus ingår i släktet Sphenopus och familjen gräs. Inga underarter finns listade i Catalogue of Life.